# Crocodiles (groupe)
Pour les articles homonymes, voir Crocodile (homonymie).
Crocodiles est un groupe de rock indépendant et noise pop américain, originaire de San Diego, en Californie.

## Biographie
Le groupe est formé en 2008 à San Diego, en Californie, par Brandon Welchez et Charles Rowell après que leurs précédents groupes hardcore, Some Girls et The Plot to Blow Up the Eiffel Tower, se sont séparés.
En septembre 2011, Charles Rowell et Brandon Welchez auto-produisent leur troisième album, Endless Flowers à Berlin, en Allemagne. Après avoir réalisé ses deux premiers albums sur le label indépendant Fat Possum Records, le groupe sort en juin 2012, Endless Flowers, sur le label Frenchkiss Records. On note sur plusieurs morceaux de ce troisième album l'apparition de la voix de Dee Dee Penny (femme de Brandon Welchez mais aussi chanteuse et guitariste du groupe Dum Dum Girls) aux chœurs. 
En avril 2013, Charles Rowell et Brandon Welchez enregistrent leur quatrième album. Il est produit par Sune Rose Wagner de The Raveonettes à Los Angeles, en Californie. Il fait participer Gregg Foreman de Delta 72 et Cat Power, Afrodyete de Breakestra et le frère de Welchez, Josh Welchez. En août 2013 sort donc leur quatrième album Crime of Passion, dont les sonorités sont plus imprégnées de pop que les précédents. L'album est relativement bien reçu par la critique et le public, le titre Teardrop Guitar remportant la Rebel Playlist de la BBC 6 Music. En mai 2015, ils annoncent la sortie imminente de leur cinquième album, Boys.
En 2018, Brandon et Charles signent chez Deaf Rock Records. Le 8 février 2019 leur 7ème album "Love Is Here" sort sur le label strasbourgeois.

## Membres
- Brandon Welchez - chant, guitare (depuis 2008)
- Charles Rowell - guitare (depuis 2008)
- Marco Gonzalez - basse (depuis 2009)
- Robin Eisenberg - claviers, chœurs (depuis 2009)
- Anna Schulte - batterie, percussions (depuis 2010)
- Dee Dee Penny - chœurs (depuis 2012)

## Discographie

### Albums studio
- 2009 : Summer of Hate (Fat Possum Records)
- 2010 : Sleep Forever (Fat Possum Records)
- 2012 : Endless Flowers (Frenchkiss Records)
- 2013 : Crime of Passion (Frenchkiss Records)
- 2015 : Boys (Zoo Music)
- 2016 : Dreamless  (Zoo Music)
- 2019 : Love Is Here (Deaf Rock Records)
- 2021 : The Complete Shitty Times (200844 Records DK)
- 2023 : Upside Down In Heaven (Lolipop Records)

### Singles et EP
- 2010 : Neon Jesus b/w Neon Autobahn
- 2010 : Sleep Forever b/w Groove Is In The Heart/California Girls
- 2010 : Outlaw Blues (Bob Dylan cover)
- 2011 : Merry Christmas, Baby Please Don't Die avec Dee Dee de Dum Dum Girls, (Hell, Yes ! Records)
- 2012 : Sunday (Psychic Conversation#9) b/w Fascist Cops, (Souterrain Transmissions Records) (Fascist Cops : The Kids cover)
- 2012 : Endless Flowers b/w Picture My Face